# NStB – Austria bis Saatz
Die NStB – Austria bis Saatz waren Dampflokomotiven der k.k. Nördlichen Staatsbahn (NStB) Österreich-Ungarns.
Die sieben Lokomotiven wurden von Cockerill in Seraing/Belgien 1845 bis 1846 geliefert.
Sie hatten die für ihre  Zeit typischen schräg liegenden Zylinder, um die freie Beweglichkeit des Drehgestells nicht einzuschränken.
Der Stanitzel-Rauchfang deutet auf Holzfeuerung hin.
Die NStB gab ihnen die Namen AUSTRIA, PODIEBRAD, WIESENBERG, SCHÖNBERG, PILSEN, KLATTAU und SAATZ sowie die Betriebsnummern 46–52.
Als 1855 die NStB an die StEG verkauft wurde, erhielten die Maschinen die Betriebsnummern 44–50.
Mit Ausnahme der Nummer 46 WIESENBERG wurden alle Fahrzeuge vor 1873 ausgemustert.
Die WIESENBERG kam noch als Nummer 1 ins zweite Bezeichnungsschema der StEG von 1873.